# فرودگاه صحرایی کالگاری/چریستینسن
فرودگاه صحرایی کالگاری/چریستینسن (به انگلیسی: Calgary/Christiansen Field Aerodrome) یک فرودگاه خصوصی است که یک باند فرود چمن دارد. این فرودگاه در کشور کانادا قرار دارد .